# 岐阜薬科大学
岐阜薬科大学（ぎふやっかだいがく、英語: Gifu Pharmaceutical University、公用語表記: 岐阜薬科大学）は、岐阜県岐阜市大学西1-25-4に本部を置く日本の公立大学。1932年創立、1949年大学設置。大学の略称は岐薬（ぎやく）、岐阜薬（ぎふやく）地元の人は薬大、薬科大などと呼んでいる。

## 概要
1932年に建設費を渡辺甚吉からの全額寄附により賄い設置された岐阜薬学専門学校を母体とし、1949年（昭和24年）に岐阜市が設置した。岐阜県立ではなく、岐阜市立の大学である。初代学長には、岐阜薬学専門学校の校長であった宮道悦男が就任した。
学部は薬学部のみではあるが、製造薬学科・厚生薬学科の2学科（入学定員120名）があり、大学院博士前期・後期課程が併設されている。2006年度入学生からは、薬学部6年制導入によりこれまでの2学科を改め、卒業すれば薬剤師国家試験受験資格を得られる6年制の薬学科（入学定員100名）と、研究者育成のための4年制の薬科学科（入学定員40名）に再編成された。薬科学科は卒業しただけでは薬剤師国家試験受験資格は得られないが、当面の間は経過措置として、薬学研究科修士課程修了と1年間の実習を経ることで受験資格を得ることができる。この経過措置は薬剤師法により2017年度入学者までと定められている。これに伴い、本学では4年制の募集を廃止して6年制のみの募集となった。募集定員は120人。
中期日程入学試験を採用しており、地方公立大学には珍しく岐阜県出身の学生は10%程度で北海道～沖縄まで幅広い県から学生が集まる。2004年卒業生の薬剤師国家試験合格率90.3%、2016年卒業生は83.64%であった。大学院在籍者を含む学生総数、約640名。専任教官65名（内博士号取得者52名）。

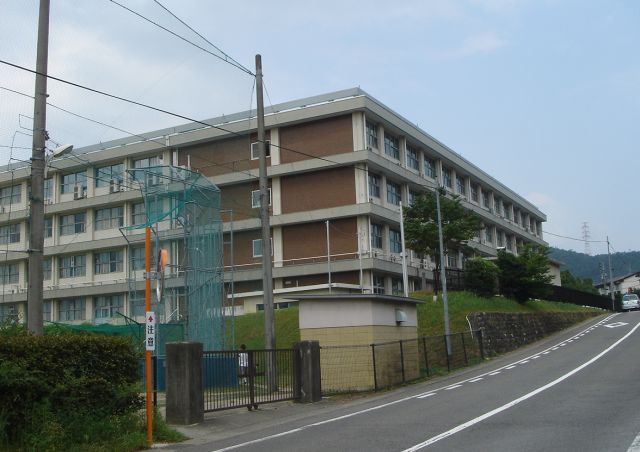
三田洞キャンパス校舎南西より撮影

2025年4月に岐阜市公立大学法人が設立されたことに伴い、岐阜市から同法人に運営を移管した。

## 沿革
- 1932年（昭和7年） - 岐阜市立岐阜薬学専門学校を創立（岐阜市九重町、現：岐阜市立梅林中学校）。
- 1937年（昭和12年） - 岐阜市岩戸に薬草園を開設（1947年（昭和22年）に閉園）。
- 1949年（昭和24年） - 新制岐阜薬科大学となる。
- 1953年（昭和28年） - 大学院修士課程を設置。
- 1965年（昭和40年） - 大学院博士課程を設置（岐阜市三田洞）に移転。
- 1968年（昭和43年） - 敷地内に薬草園設置。
- 1971年（昭和46年） - 薬草園を椿洞に移転。
- 2006年（平成18年） - 薬学部薬学科を6年制に移行（厚生薬学科・製造薬学科廃止）、4年制学科の薬科学科を設置。
- 2007年（平成19年） - 岐阜大学とともに連合創薬医療情報研究科開設（設置大学は岐阜大学）。
- 2009年（平成21年） - 特別選抜（推薦入試Aおよび推薦入試B)を開始。
- 2010年（平成22年） - 学部4回と大学院、研究室（一部を除く）を本部キャンパス（岐阜市大学西）に移転。
- 2011年（平成23年） - 独立行政法人医薬品医療機器総合機構と連携大学院を設置[注釈 1]。
- 2016年（平成28年）12月9日 - 名古屋大学大学院医学系研究科と研究試料の共有化などの創薬研究強化で連携協定に調印[4]。
- 2025年（令和7年） - 岐阜市公立大学法人に運営を移管

## 教育

### 学部・学科
- 薬学部
  - 薬学科

### 大学院
- 薬学研究科
  - 薬科学専攻（博士前期課程（修士課程）・博士後期課程）
  - 薬学専攻（博士課程）

## 施設

### キャンパス

#### 本部キャンパス
所在地：岐阜県岐阜市大学西1-25-4

本部キャンパスは岐阜大学医学部の敷地内にある。

#### 三田洞キャンパス
所在地：岐阜県岐阜市三田洞東5-6-1

三田洞キャンパス北隣に岐阜県立岐阜城北高等学校がある。
キャンパス統合計画があり、老朽化した三田洞キャンパスは本部キャンパスに統合される予定である。本部キャンパスには体育館とテニスコートが新設される予定だが、三田洞キャンパスの運動場の扱いは未定とされている。

### 附属機関

#### 薬草園
所在地：岐阜県岐阜市椿洞字東辻ケ内９３５ 

畜産センターに隣接する岐阜市椿洞にあり、温室があり117科700余種の薬用植物を栽培し、育種研究及び野外教育を行っている。1985年（昭和60年）より季節を限定して一般公開を行っている。
公開日：4月～7月、9月～10月（毎週月、水、金、日曜日の午前10時～午後4時）
特別公開日：2月下旬にオウレンの開花時期に実施される。

#### 附属薬局
所在地：岐阜県岐阜市大学西１丁目108−3

大学附属薬局。学生の実習にも利用される。

#### 子の原川島記念演習園
所在地：岐阜県高山市高根町中洞

## 学生生活

### 部活・サークル
サークルは存在せず、全て部活のみで構成されている。学生の部活所属率は約90％である。

#### 部活
- 文化系
  - 植物研究部
  - 薬学研究部
  - 写真部
  - ESS部
  - 茶道部
  - コーラス部
  - マンドリン部
  - 軽音楽部
  - 美術部
  - 漢方研究部
  - 囲碁・将棋部
  - 演劇部

- 体育系
  - 硬式テニス部
  - ソフトテニス部
  - 野球部
  - 柔道部
  - 剣道部
  - 陸上競技部
  - サッカー部
  - バスケットボール部
  - バレーボール部
  - バドミントン部
  - 卓球部
  - 弓道部
  - 空手部
  - スキー・山岳部
  - ワンダーフォーゲル部
  - ゴルフ部
  - ダンス部

### 学食
本部キャンパス使用開始(2010年)に伴い採算が取れなくなり、廃止。本部キャンパスでは岐阜大学医学部の学食を利用し、三田洞キャンパスでは学内の小さなコンビニを利用する。
2017年度秋学期より三田洞キャンパスにおいて、岐阜大学生協により食堂の運営が再開した。

## 大学関係者と組織

### 大学関係者一覧
- 岐阜薬科大学の人物一覧

## 対外関係

### 他大学との協定

#### 国内大学
- 放送大学[広報 1]
- 岐阜大学（2006年連携協定締結）[6]
- 岐阜医療系大学地域連携（2012年10月地域連携締結）[7]
  - 朝日大学
  - 岐阜医療科学大学
  - 岐阜県立看護大学
  - 岐阜大学
- 名古屋大学大学院医学系研究科 - 2016年（平成28年）12月9日に研究試料の共有化などの創薬研究強化で連携協定に調印[4]
- 名古屋市立大学（2020年連携協定締結）[8]
- 岐阜医療科学大学（2021年3月連携協定締結）[9]
- 名古屋大学低温プラズマ科学研究センター（2021年11月連携協定締結）[10]
- 先端医療開発コンソーシアム（2022年8月協定締結）[11]
  - 愛知学院大学
  - 摂南大学
  - 藤田医科大学
  - 名城大学

#### 国外大学
- 中国 中国薬科大学（1982年学術交流協定締結）[12]
- 中国 浙江大学薬学院（1984年学術交流協定締結）[12]
- アメリカ合衆国 シンシナティ大学薬学部（1991年学術交流協定締結）[12]
- イタリア フィレンツェ大学薬学部（1993年学術交流協定締結）[12]
- アメリカ合衆国 フロリダ大学薬学部（1997年学術交流協定締結）[12]
- 中国 瀋陽薬科大学（1999年学術交流協定締結）[12]
- スペイン サラマンカ大学（1999年学術交流協定締結）[12]
- ブラジル カンピーナス大学（2002年学術交流協定締結）[12]
- タイ シラパコーン大学（2009年学術交流協定締結）[12]

### 団体等との協定
- 株式会社十六銀行（2017年産学連携締結）[13]
- ラクオリア創薬株式会社（2020年10月産学連携協定締結）[14]
- 揖斐川町（2024年4月連携協定締結）[15]
- 岐阜県漁業協同組合連合会（2024年10月連携協定締結）[16]